# Region Hovedstaden
Region Hovedstaden er med sine 1.930.793 indbyggere  (2025) den mest folkerige af Danmarks fem regioner. Regionshovedsædet ligger i Hillerød. Den største by er København, som med 1.396.508 indbyggere  (2025) udgør omkring 70% af regionens indbyggere.
Region Hovedstaden styres af et regionsråd som første gang blev valgt den 15. november 2005. Opgaverne for regionen ligger hovedsageligt indenfor sundhed og sygehuse, inkl. sygesikring: Regionen har Danmarks største sygehusvæsen med 11 hospitaler, inkl. Region Hovedstadens Psykiatri. Fra slutningen af 2006 bruges kun betegnelsen hospital i stedet for sygehus. Udgifterne til sundhedsområdet udgør omkring 90% af regionens samlede udgifter.
Regionen har i 2022 omkring 42.300 ansatte (opgjort i fuldtidsstillinger) og et samlet nettodrifts- og investeringsbudget på 42,1 mia. kr.[kilde mangler]
Regionen består af de tidligere Københavns og Frederiksborg amter og derudover af Københavns og Frederiksberg kommuner samt Bornholms Regionskommune. Regionen har desuden overtaget Hovedstadens Sygehusfællesskabs opgaver.
Statslige opgaver i Region Hovedstaden blev varetaget af Statsforvaltningen fra 1. januar 2007 indtil 31. marts 2019. Fra 1. april 2019 varetages statslige opgaver af Familieretshuset, Styrelsen for International Rekruttering og Integration (SIRI) og Ankestyrelsen.
Regionen bliver fra 1. januar 2027 sammenlagt med Region Sjælland. Den sammenlagte region kommer til at hedde Region Østdanmark, hvis regionsråd vælges ved Kommunal- og regionsrådsvalg 2025.

## Regionsrådet
Den første regionsrådsformand var Vibeke Storm Rasmussen fra Socialdemokratiet. Sophie Hæstorp Andersen overtog embedet i 2014. Lars Gaardhøj er formand fra 1. august 2021. De 41 medlemmer fordeler sig således:

### Mandatfordeling
| 13 | 5 | 6 | 3 | 3 | 8 | 3 |

| 23 | 18 |

| 12 | 3 | 6 | 8 | 4 | 6 | 2 |

| 21 | 20 |

| 13 | 3 | 5 | 2 |  | 4 | 8 | 5 |

| 22 | 19 |

| 13 | 3 | 5 | 3 | 2 | 3 | 6 | 4 | 2 |

| 25 | 16 |

| 9 | 5 | 10 |  | 4 |  | 5 | 6 |

| 21 | 20 |

| 9 | 5 | 10 | 4 |  |  | 3 | 6 | 2 |

| 21 | 20 |

| Navn                               | Parti                                     |
| ---------------------------------- | ----------------------------------------- |
| Hans Toft                          | Det Konservative Folkeparti - 10 mandater |
| Benedikte Kiær                     | Det Konservative Folkeparti - 10 mandater |
| Christoffer Buster Reinhardt       | Det Konservative Folkeparti - 10 mandater |
| Jacob Rosenberg                    | Det Konservative Folkeparti - 10 mandater |
| Helle Bonnesen                     | Det Konservative Folkeparti - 10 mandater |
| Line Ervolder                      | Det Konservative Folkeparti - 10 mandater |
| Magnus Von Dreiager                | Det Konservative Folkeparti - 10 mandater |
| Turan Akbulut                      | Det Konservative Folkeparti - 10 mandater |
| Marianne Friis-Mikkelsen           | Det Konservative Folkeparti - 10 mandater |
| Dorte Vilhelmsen                   | Det Konservative Folkeparti - 10 mandater |
| Lars Gaardhøj (Regionsrådsformand) | Socialdemokratiet - 9 mandater            |
| Sofie De Bretteville Olsen         | Socialdemokratiet - 9 mandater            |
| Leila Lindén                       | Socialdemokratiet - 9 mandater            |
| Susanne Due Kristensen             | Socialdemokratiet - 9 mandater            |
| Kim Rockhill                       | Socialdemokratiet - 9 mandater            |
| Brian Høier                        | Socialdemokratiet - 9 mandater            |
| Maria Gudme                        | Socialdemokratiet - 9 mandater            |
| Nicolai Kampmann                   | Socialdemokratiet - 9 mandater            |
| Vibeke Westh                       | Socialdemokratiet - 9 mandater            |
| Marianne Frederik                  | Enhedslisten - 6 mandater                 |
| Emilie Haug Rasch                  | Enhedslisten - 6 mandater                 |
| Tormod Olsen                       | Enhedslisten - 6 mandater                 |
| Annie Hagel                        | Enhedslisten - 6 mandater                 |
| Grethe Olivia Nielsson             | Enhedslisten - 6 mandater                 |
| Erdogan Mert                       | Enhedslisten - 6 mandater                 |
| Martin Geertsen                    | Venstre - 5 mandater                      |
| Bergur Løkke Rasmussen             | Venstre - 5 mandater                      |
| Carsten Scheibye                   | Venstre - 5 mandater                      |
| Randi Mondorf                      | Venstre - 5 mandater                      |
| Christine Dal                      | Venstre - 5 mandater                      |
| Karin Friis Bach                   | Radikale Venstre - 5 mandater             |
| Thomas Rohden                      | Radikale Venstre - 5 mandater             |
| Stinus Lindgreen                   | Radikale Venstre - 5 mandater             |
| Bettina Bove                       | Radikale Venstre - 5 mandater             |
| Lartey Lawson                      | Radikale Venstre - 5 mandater             |
| Peter Westermann                   | Socialistisk Folkeparti - 4 mandater      |
| Anja Rosengreen                    | Socialistisk Folkeparti - 4 mandater      |
| Sadek Al-Amood                     | Socialistisk Folkeparti - 4 mandater      |
| Stine Roldgaard                    | Socialistisk Folkeparti - 4 mandater      |
| Finn Rudaizky                      | Dansk Folkeparti - 1 mandat               |
| Jesper Hammer                      | Nye Borgerlige - 1 mandat                 |

| Navn                   | Skiftet fra    | Skiftet til | Dato           |
| ---------------------- | -------------- | ----------- | -------------- |
| Bergur Løkke Rasmussen | Venstre        | Moderaterne | 13. marts 2023 |
| Jesper Hammer          | Nye Borgerlige | Løsgænger   | 16. maj 2024   |

| Udtrådt         | Indtrådt        | Dato              | Parti                       |
| --------------- | --------------- | ----------------- | --------------------------- |
| Bettina Bove    | Kristine Kryger | 2. september 2022 | Radikale Venstre            |
| Helle Bonnesen  | Erik Lund       | 7. november 2022  | Det Konservative Folkeparti |
| Hans Toft       | Jørgen Johansen | 1. februar 2023   | Det Konservative Folkeparti |
| Martin Geertsen | Anne Ehrenreich | 27. februar 2023  | Venstre / Løsgænger         |

### Regionsrådsformænd
| Navn                    | Parti             | Periode                            |
| ----------------------- | ----------------- | ---------------------------------- |
| Vibeke Storm Rasmussen  | Socialdemokratiet | 1. januar 2007 - 31. december 2013 |
| Sophie Hæstorp Andersen | Socialdemokratiet | 1. januar 2014 - 31.juli 2021      |
| Lars Gaardhøj           | Socialdemokratiet | 1. august 2021 -                   |

## Kommuner i regionen
Der er 29 kommuner i Region Hovedstaden:
| Region Hovedstadens kommuner | |
| | |
| - Albertslund Kommune - Allerød Kommune - Ballerup Kommune - Bornholms Regionskommune - Brøndby Kommune - Københavns Kommune - Dragør Kommune - Egedal Kommune - Fredensborg Kommune - Frederiksberg Kommune - Frederikssund Kommune - Furesø Kommune - Gentofte Kommune - Gladsaxe Kommune - Glostrup Kommune | - Gribskov Kommune - Halsnæs Kommune (før 2008: Frederiksværk-Hundested Kommune) - Helsingør Kommune - Herlev Kommune - Hillerød Kommune - Hvidovre Kommune - Høje-Taastrup Kommune - Hørsholm Kommune - Ishøj Kommune - Lyngby-Taarbæk Kommune - Rudersdal Kommune - Rødovre Kommune - Tårnby Kommune - Vallensbæk Kommune |

Ertholmene, med Danmarks østligste punkt Østerskær, er ikke en del af Region Hovedstaden. Øgruppen administreres af Forsvarsministeriet. Danmarks Statistik grupperer øerne under Landsdel Bornholm.

## Hospitaler/virksomheder i regionen
Region Hovedstaden driver landets største hospitalsvæsen:
- Amager og Hvidovre Hospitaler (fusionerede 2012)
- Bispebjerg og Frederiksberg Hospitaler (fusionerede 2012)
- Bornholms Hospital
- Herlev Hospital og Gentofte Hospital (fusionerede i 2015)
- Nordsjællands Hospital
- Rigshospitalet og Glostrup Hospital (fusionerede i 2015)
- Region Hovedstadens Apotek
- Den Sociale Virksomhed
- Den Præhospitale Virksomhed
- Region Hovedstadens Psykiatri

## Demografi
| År   | Folketal  | Pr. km² |
| ---- | --------- | ------- |
| 2007 | 1.636.749 | 639,10  |
| 2008 | 1.645.825 | 642,64  |
| 2009 | 1.662.285 | 649,07  |
| 2010 | 1.680.671 | 656,25  |
| 2021 | 1.857.783 | 724,85  |

Den gennemsnitlige befolkningstæthed i Region Hovedstaden er per 1. januar 2009: 649,07 indbyggere per km², men fraregnet Bornholms Regionskommune, der har 42.563 (2009) indbyggere på 588,53 km² med en befolkningstæthed på ca. 72 indbyggere per km², har de resterende 28 kommuner i regionen med et totalareal (land og vand) på sammenlagt 1.973 km² (ifølge www.noegletal.dk) og et indbyggertal på 1.619.722 (2009) en befolkningstæthed på 820,94 indbyggere per km².
1. april 2019 var der 1.800.076 indbyggere i de 28 kommuner og 1. september 2024 1.885.238.